# 정우영 (야구 선수)
정우영(1999년 8월 19일~)은 대한민국의 야구 선수로 현재 KBO 리그 LG 트윈스에서 투수로 뛰고 있다.

## 아마추어 시절
서울고등학교 2학년 때부터 주전으로 활동했다. 3학년 때는 에이스였던 최현일, 이교훈이 부진했고, 그가 안정적인 모습을 보여주며 에이스로 떠올랐다. 사이드암 투수로는 고교 투수 최대어였던 서준원 다음으로 주목받았다.

## LG 트윈스시절

### 2019 시즌
신인 드래프트에서 2라운드 5순위, 전체 15순위로 LG 트윈스에 입단하였다. 신인 중 1차 지명을 받은 이정용과 함께 스프링 캠프에 합류했고, 연습 경기에서 좋은 모습을 보여주며 개막 엔트리에 포함됐다. 3월 24일 KIA전에서 구원 등판하며 데뷔 첫 경기를 치렀고, 경기에서 1이닝 무실점을 기록했다.
데뷔 첫 해부터 필승조로 활동했다. 하지만 자주 등판해 6월부터 실점을 허용하는 경기가 잦아졌다. 결국 후반기 시작과 함께 어깨 염증으로 1군 엔트리에서 제외됐다.
후반기에 다소 많이 흔들렸고, 포스트시즌에서도 불안한 모습을 보였다. 시즌 후 신인왕을 수상했다. 이는 1997년 이병규에 이어 팀에서 22년만에 나온 신인왕이었다.

### 2020 시즌
시즌 전 선발로 나설 예정이었지만 부상으로 인해 계속 불펜으로 활동했다.

### 2021 시즌
시즌 초반에는 좋은 모습을 보여줬으나 6월부터 많이 흔들렸다. 그러나 2021년 10월 26일 한화 이글스와의 경기에서 26홀드를 기록하며 팀의 시즌 최다 홀드를 기록했다.

## 수상
- 2018년 대한 야구협회장기 전국 고교 야구 대회 우수 투수상

## 출신 학교
- 경기 가평초등학교
- 서울 강남중학교
- 서울고등학교

## 통산 기록
| 연도 | 팀명  | 평균자책점 | 경기 | 완투 | 완봉 | 승 | 패 | 세 | 홀 | 승률  | 타자 | 이닝 | 피안타 | 피홈런 | 볼넷 | 사구 | 탈삼진 | 실점 | 자책점 |
| ---- | ----- | ---------- | ---- | ---- | ---- | -- | -- | -- | -- | ----- | ---- | ---- | ------ | ------ | ---- | ---- | ------ | ---- | ------ |
| 2019 | LG    | 3.72       | 56   | 0    | 0    | 4  | 6  | 1  | 16 | 0.400 | 273  | 65⅓  | 57     | 2      | 20   | 8    | 38     | 30   | 27     |
| 2020 | LG    | 3.12       | 65   | 0    | 0    | 4  | 4  | 5  | 20 | 0.500 | 305  | 75   | 48     | 3      | 29   | 11   | 59     | 26   | 26     |
| 2021 | LG    | 2.22       | 70   | 0    | 0    | 7  | 3  | 2  | 27 | 0.700 | 263  | 65   | 43     | 0      | 26   | 8    | 41     | 16   | 16     |
| 2022 | LG    | 2.64       | 67   | 0    | 0    | 2  | 3  | 0  | 35 | 0.400 | 248  | 58   | 38     | 3      | 32   | 6    | 40     | 18   | 17     |
| 통산 | 4시즌 | 2.94       | 258  | 0    | 0    | 17 | 16 | 8  | 98 | 0.536 | 1089 | 258  | 148    | 8      | 107  | 33   | 178    | 90   | 86     |

- 빨간 글씨는 한국 프로야구 역사상 최고 기록
- 굵은 글씨는 해당 시즌 최고 기록